# جبل كاتهيد
جبل كاتهيد، هي قمة جبل تقع في جبال أديرونداك في نيويورك، تقع في بلدة بنسون شمال قرية بنسون.